# Guerra civil romana (424-425)
La guerra civil romana de los años 424 y 425 fue un conflicto bélico ocurrido en el Imperio romano occidental tras la muerte de Honorio. Enfrentó, por un lado al Imperio romano de Oriente, el comes Africae Bonifacio y Gala Placidia contra el emperador occidental Juan y su magister militum Castino. La guerra fue, prácticamente, una repetición menos sangrienta de la ocurrida en 394 entre Teodosio I y Eugenio mediante la cual, el primero instaló a su hijo Honorio como emperador occidental.

## Antecedentes
El general occidental Flavio Constancio había sido elevado a coemperador el 8 de febrero de 421 por Honorio, a la sazón, su cuñado. De la misma manera, su esposa Gala Placidia (hermana de Honorio) fue nombrada augusta y el hijo de ambos, Valentiniano, nobilissimus lo que hacía entender que este último heredaría el cargo de emperador a la muerte de su padre. Estos nombramientos, sin embargo, no fueron aceptados por el gobierno oriental de Teodosio II lo que hizo que Flavio Constancio considerase preparar una campaña militar contra ellos. Su fallecimiento el 2 de septiembre del mismo año impidió, con todo, el inicio de las hostilidades.
Flavio Constancio había sido el gobernante de facto del Imperio occidental durante la década anterior y su muerte desató una lucha de poder dentro del gobierno del débil Honorio. Primero se dieron fuertes disensiones entre los militares Castino y Bonifacio que hicieron que el segundo abandonase la corte de Rávena y huyese a África donde su red de contactos y popularidad le permitieron hacerse con el control; luego se llegó a enfrentamientos callejeros entre los seguidores de Gala Placidia y los de su hermano, el emperador, que llevaron a que Gala fuera obligada a exiliarse junto a su hijo en la corte oriental. Honorio falleció el 15 de agosto de 423 sin dejar heredero alguno más allá de haber otorgado el citado título de nobilissimus a su sobrino Valentiniano y Teodosio II, quien no había reconocido este nombramiento, quedó como emperador único de todo el Imperio.

## Desarrollo

### Estallido: Juan se proclama emperador occidental
Teodosio II intentó gobernar ambas mitades desde Constantinopla; nombró a Castino como cónsul para el siguiente año 424 y a Bonifacio comes Africae con el objetivo de ganarse su favor. Sin embargo, poco hizo más durante los primeros meses para afianzar su poder en occidente, lo que fue aprovechado por los altos funcionarios civiles para proclamar como emperador occidental a Juan, una persona ajena a la dinastía teodosiana. Los motivos no están claros pero parece que actuaron por el temor a perder sus puestos e influencia en favor de oficiales orientales si Teodosio II se mantenía como emperador único.
Juan fue proclamado el 20 de noviembre de 423 en Roma y de alguna manera, consiguió el respaldo del magister militum Castino y de Aecio, un joven oficial en ascenso. Se envió una embajada a Constantinopla para anunciarlo y buscar su reconocimiento. Teodosio II, sin embargo, condenó a los embajadores al destierro y ante la dificultad para imponerse en occidente, respondió en enero de 424 con el reconocimiento, de manera retroactiva, del nombramiento de Constancio III como augusto occidental y de Gala Placidia como augusta así como la anulación del consulado de Castino. Juan, mientras tanto, no obtuvo una acogida unánime en occidente ya que, en África, Bonifacio —un seguidor de Gala— se negó a reconocerlo lo que hizo temer por los envíos de cereal a Roma que deberían reanudarse al finalizar el invierno de 423-424.

### Juan pierde las Galias y África

Mapa de la guerra civil romana de los años 424 y 425 con las zonas de control, movimientos y enfrentamientos armados.
Lista de columnas|3|
Juan
Leyenda|#f6d5ffff|Teodosio II|Constantino de Britania

La primera medida militar que tomó el nuevo gobierno fue organizar un ejército con las tropas de Italia y enviarlo a África en primavera de 424 para acabar con Bonifacio y controlar la diócesis, vital para mantener el apoyo popular. El comes Africae, sin embargo, esperaba este ataque desde que falleciese Honorio y había hecho fortificar Cartago y las principales ciudades. Aunque contaba con un ejército relativamente pequeño fue capaz de resistir y acabar con los atacantes. Esta victoria tuvo, además, otra consecuencia: animados por el éxito de Bonifacio, seguidores de la dinastía teodosiana asesinaron en Arlés al prefecto del pretorio de las Galias y a los principales oficiales del ejército con lo que Juan perdió también el control de esa prefectura. En esta situación y ante la falta de las tropas italianas y de la Galia, el gobierno occidental encargó a Aecio dirigirse al territorio de los hunos con el objetivo de reclutar un gran contingente de mercenarios.

### Campaña oriental contra Italia
Avanzado ese año 424 —el 24 de octubre— Teodosio II elevó a Valentiniano al cargo de césar en Tesalónica mientras que el ejército oriental entró en la diócesis de Panonia. Iba dirigido por Ardaburius con su hijo Aspar y su primera acción fue tomar la ciudad costera de Salona al asalto y establecerse allí para pasar el invierno. Entrado el año 425 se pusieron en marcha hacia Italia para lo que se dividieron en dos grupos: uno se dirigió por tierra comandado por Aspar mientras que el resto de las tropas lo hizo por mar al mando de su padre Ardaburius. El ataque terrestre llegó hasta Aquilea que se mantuvo fiel a Juan y tuvo que ser sitiada, aunque su falta de tropas hacía inviable que resistiese mucho tiempo y se rindió a los pocos días. La ofensiva marítima tuvo menos éxito ya que la flota fue destruida por una tormenta de la que pudo salvarse la nave capitana aunque, al arribar a la costa, Ardaburius fue capturado y llevado prisionero a Rávena. Juan cometió, entonces, el error de dar libertad de movimiento a Ardaburius dentro de la ciudad lo que fue aprovechado por este para ganarse el favor o sobornar a parte de los oficiales de tal manera que, cuando el ejército de su hijo la sitió, les abrieron sus puertas desde dentro y pudieron tomarla fácilmente. Esto no evitó, con todo, que fuese saqueada por las tropas orientales. Juan fue hecho prisionero y enviado a Aquilea donde se habían quedado Gala Placidia y Valentiniano; allí fue mutilado, humillado y ejecutado públicamente en mayo.

### Aecio y los hunos
Mientras las tropas orientales atacaban Italia, Aecio tuvo éxito en su misión y consiguió reclutar un gran ejército de hunos —las fuentes hablan de 60.000 efectivos—. Con ellos se dirigió a Rávena y aunque no fue capaz de llegar a tiempo para evitar la captura y ejecución de Juan, tuvo que luchar contra el ejército oriental que le hizo frente en una batalla cuyo resultado quedó indeciso. Ante la perspectiva de alargar la guerra civil, se iniciaron, entonces, negociaciones entre ambos bandos y se llegó finalmente a un acuerdo: los hunos recibieron una cantidad de oro y se concedió una amnistía a los militares que habían apoyado a Juan:  Aecio obtuvo un puesto importante en el nuevo gobierno y fue nombrado comes rei militaris mientras que Castino fue enviado al exilio en lugar de ser ejecutado. Alcanzada la paz, se acordó el matrimonio entre Valentiniano y la hija de Teodosio II, Licinia Eudoxia. Tras ello, el 23 de octubre de 425, Valentiniano fue elevado a emperador occidental en Roma por Helion, el magister officiorum oriental quien actuó en representación de Teodosio II.

## Consecuencias y acontecimientos posteriores
La guerra civil ocasionó un debilitamiento de las, ya mermadas, fuerzas armadas occidentales porque la lucha por África destruyó al ejército de Italia, ya reducido por la derrota contra los vándalos en 420, además de causar bajas significativas en el de África. En lo que sería la tónica habitual durante el proceso de caída del Imperio occidental, los bárbaros aprovecharon el enfrentamiento entre los romanos para intentar aumentar su poder y territorios: los francos volvieron a cruzar el Rin y ocuparon la provincia de Germania Secunda; los vándalos se hicieron con el puerto de Cartagena y lanzaron incursiones contra las islas Baleares y Mauritania; los visigodos atacaron Arlés para obtener una salida al Mediterráneo mientras que, por su parte, los foederati hunos y godos establecidos en Panonia quedaron sin control. De esta manera, el Imperio tuvo que emprender varias campañas militares para restablecer la situación.
La dinastía teodosiana consiguió mantenerse en ambas mitades del Imperio. Gala quedó como regente de su hijo y aceptó que el gobierno de Constantinopla confiase el mando supremo del ejército a un militar de su confianza, Félix, en detrimento de Bonifacio, quien fue relegado a África. Esto disgustó enormemente al segundo porque había apoyado a Gala desde que muriese Constancio III y había sido un factor determinante para su victoria en la guerra civil de tal manera que esperaba ser nombrado para ese puesto. Establecido en África consiguió una base de poder con la que actuó de manera cada vez más independiente lo que levantó las sospechas de Félix cuya reacción contra él en 427 dio inicio a una nueva guerra civil.